# D. L. Magruder
David Lynn Magruder (* 19. Jahrhundert; † unbekannt) war ein US-amerikanischer Tennisspieler. 
Der größte Erfolg seiner Karriere gelang Magruder 1897 bei den US Championships (heute US Open). Er gewann mit seiner Landsfrau Laura Henson den Mixed-Bewerb gegen Maud Banks und R. A. Griffin mit 6:4, 6:3 und 7:5. Als Titelverteidiger scheiterten sie ein Jahr später bereits in der ersten Runde. 